# Sbarro Filipinetti II
La Sbarro Filipinetti II è un'autovettura sportiva realizzata da Franco Sbarro nel 1967.

## Sviluppo
Il modello fu il secondo realizzato del designer svizzero per la famiglia Filipinetti nella quale era impiegato come dirigente tecnico della loro squadra corse. Distante due anni dal primo modello, tale vettura convinse Sbarro delle sue capacità di progettista automobilistico e lo portò ad abbandonare i Filipinetti e a fondare una propria azienda (l'ACA) nel 1968.

## Tecnica
La Filipinetti II, come la Filipinetti I, era basata su meccanica Volkswagen, ma il design era più aerodinamico della precedente e l'impianto luci era costituito ora da sei fari posti sotto una protezione di plexiglas. Come propulsore era impiegato un Volkswagen da 1600 cc.